# Тур Сан-Луиса
Тур Сан-Луиса (исп. Tour de San Luis) — ежегодная шоссейная многодневная велогонка по дорогам в провинции Сан-Луис, Аргентина, проходящая с 2007 года.

## История
Первые два издания (2006 и 2007 года) имели категорию 2.2 и состояли из 5 этапов плюс пролог.
В 2009 году гонка повысила свою категорию до 2.1 и добавила ещё 2 этапа исключив при этом пролог. В общей сложности продолжительность стала составлять 7 этапов включая разделку. С этого момента стала самой престижной велогонкой в Латинской Америке, деля только в 2009 году это звание с Вуэльта Чихуахуа.
В международном велосипедном календаре UCI эта гонка входила в UCI America Tour, в рамках которого было ещё три гонки на территории Аргентины — Джиро дель Соль Сан-Хуан (в 2009), Вуэльта провинции Буэнос-Айрес (которая никогда не проводилась) и Вуэльта Сан-Хуана (c 2017)
В последние годы Тур Сан-Луиса стал началом сезона для нескольких команд UCI ProTeam и ключевых гонщиков. Он совпадал по срокам проведения Тур Даун Андер (первая гонка UCI World Tour), но поскольку австралийская гонка была больше под спринтеров, многие команды отправляли в Сан-Луис свои коллективы с гонщиками горной специализации. Здесь участвовали таки велогонщики как Альберто Контадор, Винченцо Нибали, Хоаким Родригес, Иван Бассо, Наиро Кинтана, Том Боонен или Тиджей Ван Гардерен. Если в первом Туре участвовало всего только 2 UCI ProTeam, то в 2014 году их стало уже 12 из 18 существовавших.
В дебютном издании было всего два этапа с горным финишем — на Mirador del Potrero и Mirador del Sol. В 2014 году добавился Cerro Amago, а в 2015 году восхождение на Mirador del Sol продлилось до Sierra de Comechingones
В 2017 года гонка, которая в течение нескольких лет открыла профессиональный календарь в январе, не смогла пройти по финансовым причинам.. Проведение гонки в будущем остаётся не ясным. В каком-то смысле «эстафетную палочку» взяла Вуэльта Сан-Хуана, которая спустя 30 с лишним лет стала профессиональной и получила категорию 2.1.
В 2013—2016 годах также проходил Тур Сан-Луиса среди женщин и Гран-при Сан-Луиса среди женщин
В 2017 году Тур Сан-Луиса не проводили за финансовых трудностей.
велогонка категории 2.1, проводимая с 2007 года в Аргентине.

## Классификации
- , с 2016  — Генеральная классификация
- 000000000 — Горная классификация
- , с 2016  — Очковая классификация
- , с 2016  — Молодёжная классификация
- 000000000 — Командная классификация

## Призёры
| Год  | Победитель      | Второй              | Третий            |
| ---- | --------------- | ------------------- | ----------------- |
| 2007 | Хорхе Джачинти  | Фернандо Антогна    | Франсиско Мансебо |
| 2008 | Мартин Гарридо  | Херардо Фернандес   | Хорхе Джачинти    |
| 2009 | Альфредо Лусеро | Хорхе Джачинти      | Хосе Серпа        |
| 2010 | Винченцо Нибали | Хосе Серпа          | Рафаэль Вальс     |
| 2011 | Марко Арриагада | Хосе Серпа          | Хосе Мояно        |
| 2012 | Леви Лайфаймер  | Даниэль Диас        | Штефан Шумахер    |
| 2013 | Даниэль Диас    | Тиджей Ван Гардерен | Алекс Диниз       |
| 2014 | Наиро Кинтана   | Филлип Гаймон       | Серхио Годой      |
| 2015 | Даниэль Диас    | Родольфо Торрес     | Наиро Кинтана     |
| 2016 | Дайер Кинтана   | Эдуардо Сепульведа  | Наиро Кинтана     |

- В 2012 году первоначально второе место занял испанец Альберто Контадор, но после того как его дисквалифицирвали за допинг, согласно постановлению Спортивного арбитражного суда, все его результаты с 5 августа 2010 по 5 августа 2012 года были аннулированы. Произошло перераспределение мест.[6][7]

### Вторичные классификации
| Год  | Горная                | Очковая              | Молодёжная          | Командная            |
| ---- | --------------------- | -------------------- | ------------------- | -------------------- |
| 2007 | Алехандро Борраджо    | Мауро Ричезе         | Федерико Пагани     | Relax-GAM            |
| 2008 | Карлос Жозе Очоа      | Мауро Ричезе         | Магно Назарет       | San Luis             |
| 2009 | Хавьер Тондо          | Лукас Себастьян Аэдо | Игнасио Перейра     | сборная Аргентины    |
| 2010 | Рафаэль Вальс         | Вальтер Перез        | Хосе Мойано         | Androni Giocattoli   |
| 2011 | Антонио Пьедра        | Луис Мансилла        | Хосе Мойано         | сборная Аргентины    |
| 2012 | Мигель Анхель Рубиано | Эдвин Авила          | Габриэль Хуарес     | Androni Giocattoli   |
| 2013 | Эмануэль Гувера       | Леандро Мессинео     | Ариел Сивори        | BMC Racing Team      |
| 2014 | Наиро Кинтана         | Джулиан Гадай        | Адам Йейтс          | San Luis Somos Todos |
| 2015 | Родольфо Торрес       | Хуан Эстебан Аранго  | Родриго Контрерас   | Colombia             |
| 2016 | Эдуардо Сепульведа    | Эмануэль Сепульведа  | Мигель Анхель Лопес | Team Movistar        |